# ريتشارد ناش
ريتشارد نـاش (بالإنجليزية: Richard Nash)‏ هو سياسي أسترالي، ولد في 2 يوليو 1890 في أستراليا، وتوفي في 12 ديسمبر 1951 في أستراليا. حزبياً، نشط في حزب العمال الأسترالي. وقد انتخب عضو مجلس الشيوخ الأسترالي ‏ عن دائرة أستراليا الغربية (21 أغسطس 1943 – 12 ديسمبر 1951).